# 아마록 (소프트웨어)
아마록(Amarok, 실제 발음은 /ˈæməɹɑk/)은 리눅스와 유닉스 계열 프로그램을 위한 자유 소프트웨어 음악 플레이어이다. KDE의 코어 구성 요소를 이용하지만 KDE 발표 수명과는 관련 없이 독립적으로 발표되었다.
원래 이름은 amaroK이지만, 2006년에 Amarok으로 개정되었다.

## 기능
- 다양한 포맷의 미디어 파일을 재생한다.
- 디지털 음악 파일에 태그를 넣는다.
- 커버 아트를 특정한 앨범과 연결하고 아마존으로부터 커버 정보를 받는다.
- 스마트 재생 목록과 동적 재생 목록 등의 재생 목록을 만들고 편집한다.
- 위키백과로부터 작곡가 정보를 내려 받아 보여 주고, 가사를 받는다.
- 라스트 에프엠을 지원한다.
- jamendo.com, magnatune.com에서 독립 음악 DB를 받아, 아마록 내에서 실행하고, 다운로드 받을 수 있다.
- mp3tunes와 동기화가 가능하다.
- 팟캐스트리스트에서 여러 팟캐스트들을 선택해 들을 수 있다.

## 같이 보기
- Exaile
- Banshee
- Songbird
- 리듬 박스
- 클레멘타인

## 참조
1. ↑  “SourceForge.net”. SourceForge.net. 2014년 8월 5일에 확인함.
2. ↑  “Amarok 3.2.2 released” (영어). 2025년 2월 15일. 2025년 2월 15일에 확인함.
3. ↑  유닉스 계열, 마이크로소프트 윈도우
4. ↑  ccMixter - Amarok: Call for Jingle